# James L. Patton

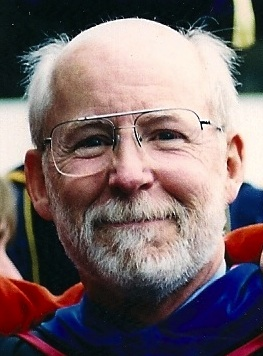
James L. Patton im Jahr 2001

James Lloyd „Jim“ Patton (* 21. Juni 1941 in Saint Louis, Missouri) ist ein US-amerikanischer Evolutionsbiologe und Mammaloge. Er hat umfangreiche Beiträge zur Systematik und Biogeographie mehrerer Wirbeltier-Taxa geleistet, insbesondere von Kleinsäugern (Nagetiere, Beuteltiere und Fledertiere).

## Leben
1963 erlangte Patton den Bachelor of Arts und 1965 den Master of Science an der University of Arizona. 1969 wurde er an derselben Universität mit der Dissertation Chromosome evolution in the pocket mouse, Perognathus goldmani Osgood zum Ph.D. in Zoologie promoviert.
Von 1963 bis 1965 war er Lehrassistent und von 1965 bis 1966 war er Lehrbeauftragter an der University of Arizona. 1966 war er Wissenschaftlicher Mitarbeiter am University of Texas M.D. Anderson Hospital and Tumor Institute in Houston, Texas. Von 1966 bis 1968 war er Stipendiat nach dem National Defense Education Act (NDEA) Title IV. Von 1969 bis 1974 war er Dozent und Assistenzkurator am Museum of Vertebrate Zoology der University of California, Berkeley. Von 1974 bis 1979 war er außerordentlicher Professor und assoziierter Kurator am Museum of Vertebrate Zoology. Von 1979 bis 2005 war er Professor an der Abteilung für Zoologie (heute Integrative Biologie) und Kurator für Säugetiere am Museum of Vertebrate Zoology. Seit 2005 ist er emeritiert.
Patton ist vor allem für seine Arbeiten zur evolutionären Zytogenetik und Systematik von Nagetieren bekannt, insbesondere von Taschenmäusen (Perognathus, Chaetodipus) und Taschenratten (Thomomys), der Vielfalt von Regenwaldfaunen und der Wirkung des Klimawandels auf nordamerikanische Säugetiere. Er hat über 200 wissenschaftliche Publikationen verfasst, darunter mehrere Bücher und Buchkapitel. Viele von ihnen sind in Zusammenarbeit mit 36 Doktoranden und 13 Postdoktoranden, die er über vier Jahrzehnte betreut hat, entstanden. Patton unternahm Sammelexpeditionen in den westlichen USA und in 14 anderen Ländern der Erde, darunter Mexiko, Ecuador (Galapagosinseln), Peru, Venezuela, Argentinien, Brasilien, Kolumbien, Taiwan, Vietnam, Iran und Kamerun. Ab 2005 zählte seine Sammlung im Museum of Vertebrate Zoology fast 20.000 Proben, was ihn zum produktivsten Sammler von Säugetier-Exemplaren in der fast hundertjährigen Geschichte dieser Institution machte.

## Dedikationsnamen
2020 wurde die Wühlergattung Pattonimus nach James L. Patton benannt.

## Schriften (Auswahl)

### Bücher
- The Evolutionary Dynamics of the Pocket Gopher Thomomys bottæ, with Emphasis on California Populations (UC Publications in Zoology), 1990 (mit Margaret F. Smith)
- Life Underground: The Biology of Subterranean Rodents, 2000 (mit Eileen A. Lacey)
- Mammals of the Rio Jurua and the Evolutionary and Ecological Diversification of Amazonia (Bulletin of the American Museum of Natural History Number 244), 2000 (mit Maria Nazareth F. Da Silva)
- Mamiferos del Noroeste de Mexico II, 2000 (mit Sergio Ticul Alvarez-Castaneda)
- A Re-survey of the Historic Grinnell-Storer Vertebrate Transect through Yosemite National Park, California (Natural Resource Technical Report NPS/SIEN/NRTR?2011/439), 2011 (mit Craig Moritz)
- Mammals of South America, Volume 2: Rodents, 2015 (mit Ulyses F. J. Pardiñas)
- A Manual of the Mammalia, 2020 (mit Douglas A. Kelt)

### Buchkapitel
- Pocket Gophers. In: D.W. Macdonald (Hrsg.) The New Encyclopedia of Mammals, 2001
- Heteromyidae (S. 844–858) und Geomyidae (S. 859–870) In: Mammal Species of the World, 2005
- Family Echimyidae (Hutias, Coypu, South American Spiny-rats). In: Handbook of the Mammals of the World. Band 6: Rodents I. 2016 (mit Pierre-Henri Fabre und Yuri Leite).
- Family Cricetidae (True Hamsters, Voles, Lemmings and New World Rats and Mice) In: Handbook of the Mammals of the World. Volume 7. Rodents II., 2017 (mit Ulyses Pardiñas, Phil Myers, Livia León-Paniagua, Nicté Ordóñez Garza, Joseph Cook, Boris Kryštufek, Rudolf Haslauer, Robert Bradley und Gregory Shenbrot)